# 창문여자중학교
창문여자중학교(昌文女子中學校)는 대한민국 서울특별시 강북구 미아동에 있는 사립 중학교이다.

## 학교 연혁
- 1972년 3월 : 김귀년 선생 학교법인 오산학원 창립
- 1972년 5월 : 학교법인 오산학원 설립 인가, 초대 이사장 김문현 선생 취임
- 1972년 10월 : 학교 건물 총 건평 1,400평. 교실 40실 착공
- 1972년 12월 : 창문여자중학교 예비 설립 인가. 학생 700명, 학년당 10학급 배정 받음
- 1973년 3월 : 제1회 입학식 거행
- 1973년 6월 : 초대 교장 김창현 선생 취임
- 1981년 10월 : 강당 겸 체육관[祈永館] 개관
- 1988년 3월 : 진수당(進修堂)으로 중학교 이전
- 2002년 3월 : 강린당(講麟堂) 낙성
- 2004년 6월 : 제3대 이사장 이명자 선생 취임
- 2004년 11월 : 중학교 도서관 개관
- 2005년 3월 : 제2목석거(第二木石居) 낙성
- 2011년 11월 : 경륜재(景倫齋)로 도서관 이전
- 2021년 3월 : 제15대 교장 김인선 선생 취임

## 참고 자료
- 창문여자중학교 - 한국교육학술정보원 학교알리미